# Watraszew (gromada)
Watraszew – dawna gromada, czyli najmniejsza jednostka podziału terytorialnego Polskiej Rzeczypospolitej Ludowej w latach 1954–1972.
Gromady, z gromadzkimi radami narodowymi (GRN) jako organami władzy najniższego stopnia na wsi, funkcjonowały od reformy reorganizującej administrację wiejską przeprowadzonej jesienią 1954 do momentu ich zniesienia z dniem 1 stycznia 1973, tym samym wypierając organizację gminną w latach 1954–1972.
Gromadę Watraszew z siedzibą GRN w Watraszewie utworzono – jako jedną z 8759 gromad – w powiecie grójeckim w woj. warszawskim, na mocy uchwały nr VI/10/5/54 WRN w Warszawie z dnia 5 października 1954. W skład jednostki weszły obszary dotychczasowych gromad Henryków, Janów, Martynów, Piekut i Watraszew ze zniesionej gminy Konie, obszary dotychczasowych gromad Borowe i Janina ze zniesionej gminy Rososz oraz obszary dotychczasowych gromad Hornigi i Michalczew ze zniesionej gminy Nowa Wieś w tymże powiecie. Dla gromady ustalono 11 członków gromadzkiej rady narodowej.
31 grudnia 1961 gromadę zniesiono, włączając jej obszar do gromad: Chynów (wsie Henryków, Janów, Martynów, Piekut i Watraszew), Murowanka (wsie Hornigi i Michalczew), Rososz (wieś Janina) i Klonowa Wola (wieś Borowe) w tymże powiecie.